# Marc-John Dombrowski
Marc-John Dombrowski (ur. 15 maja 1990) – niemiecki lekkoatleta specjalizujący się w biegach sprinterskich oraz płotkarskich.
Był członkiem niemieckiej sztafety 4 × 400 metrów, która zdobyła w 2008 roku brązowy medal mistrzostw świata juniorów. Wywalczył wicemistrzostwo Europy juniorów w biegu na 400 metrów przez płotki w roku 2009.
Rekord życiowy w biegu na 400 metrów przez płotki: 50,89 (14 czerwca 2009, Mannheim).

## Osiągnięcia
| Rok  | Impreza                     | Miejsce   | Konkurencja                | Lokata     | Wynik   |
| ---- | --------------------------- | --------- | -------------------------- | ---------- | ------- |
| 2008 | Mistrzostwa świata juniorów | Bydgoszcz | sztafeta 4 × 400 m         | 3. miejsce | 3:06,47 |
| 2009 | Mistrzostwa Europy juniorów | Nowy Sad  | bieg na 400 m przez płotki | 2. miejsce | 51,28   |